# Gabrielle Wittkop
Gabrielle Wittkop (Nantes, 27 de mayo de 1920- Fráncfort del Meno, 22 de diciembre de 2002), quien como soltera se llamó Gabrielle Ménardeau, fue una escritora francesa. Escribió una literatura de un género perturbador, macabro, y además, a menudo carente de toda moral. Su estilo rico y distinguido, junto a sus temas de interés, hicieron de ella una digna heredera de escritores como Marqués de Sade, de Villiers de L'Isle-Adam, de Lautréamont o de Edgar Allan Poe, y también de Marcel Schwob.

## Biografía
Casualmente, Wittkop se encontró en el París ocupado por los nazis con un desertor alemán homosexual, Justus Wittkop, quien era veinte años mayor que ella. Se casaron al terminar la guerra, un matrimonio que Gabrielle calificó como un «enlace intelectual». Ella misma reconoció su lesbianismo. La pareja se instaló en Alemania, en Bad Homburg, después en Fráncfort del Meno, donde Gabrielle residió hasta su muerte. A pesar de esto, siguió escribiendo en francés, colaboró en distintos medios alemanes, entre ellos el Frankfurter Allgemeine Zeitung. Apoyada por su marido, ensayista e historiador, desarrolló su escritura en lengua alemana, publicando diversas obras en alemán, de las cuales se destaca una biografía de E.T.A Hoffmann. Sin embargo, no todas fueron traducidas al francés. Su marido se suicidó en 1986, padecía el mal de Parkinson. Gabrielle Wittkop afirmó: «Le he incitado. Le di la cicuta». Tras contraer un cáncer de pulmón, se suicidó. Es, al menos, la opinión más extendida, pues los allegados de la escritora explicaron que la muerte adelantó el suicidio, el cual sin duda fue programado. Póstumamente, declaró «he querido morir como he vivido, como un hombre libre».

## Obras
- El Necrófilo, (1972, 2001)
- La Mort de C (1975, 2001)
- Les Rajahs blancs (1986, 2009)
- Almanach perpétuel des Harpies (1995, 2002)
- Serenissimo assessinato (2001)
- Le Sommeil de la Raison (2003)
- La Marchande d´enfants (2003)
- Chaque jour est un arbre qui tombe (2006, 2007)